# Руохонен-Лернер, Пиркко
Пиркко Аннели Руохонен-Лернер (фин. Pirkko Anneli Ruohonen-Lerner; род. 6 февраля 1957, Хювинкяа, Уусимаа) — финский политический деятель. Член партии «Истинные финны». Депутат Европейского парламента с 12 апреля 2023 года и в 2015—2019 годах, член фракции «Европейские консерваторы и реформисты». В прошлом — депутат эдускунты (2007—2015).

## Биография
Родилась 6 февраля 1957 года в Хювинкяа в области Уусимаа.
В 1976 году окончила среднюю школу. В 1979 году стала бухгалтером, в 1981 году — помощником нотариуса.
В 1981—1986 годах работала в Налоговой администрации, в 1986—1989 годах — партнёром бухгалтерской фирмы, в 1989—1990 годах — заместитель камергера (заведующего доходами города), в 2001—2002 годах — секретарь по жилищным вопросам, в 1995—2007 годах — редактор.

## Политическая карьера
В 1985—1988 годах была членом совета общины Мюрскюля от партии «Национальная коалиция». С 1996 года была членом городского совета Порвоо.
По результатам парламентских выборов 2007 года избрана депутатом эдускунты в избирательном округе Уусимаа. В 2009—2011 годах — заместитель председателя парламентской фракции. В 2011—2014 годах — председатель парламентской фракции. В 2014 году проиграла выборы председателя фракции, получила 13 голосов против 20 у Яри Линдстрёма. В 2011—2015 годах — член Комитета по аудиту. Депутатские полномочия были приостановлены 6 мая 2015 года в связи с членством в Европейском парламенте. Её место заняла Леена Мери.
27 апреля 2015 года заняла место в Европейском парламенте, освободившееся после избрания Сампо Терхо в эдускунту. Стала членом фракции «Европейские консерваторы и реформисты». В 2016—2017 годах была заместителем председателя комитета по расследованию «панамского архива». В 2015—2019 годах — член Комитета по экономическим и валютным вопросам (ECON). 12 апреля 2023 года заняла место в Европейском парламенте, освободившееся после избрания Лаура Хухтасаари в эдускунту. Является членом Комитета по занятости и социальным вопросам (EMPL).